# Sabadelli repülőtér
A Sabadelli repülőtér (IATA: QSA, ICAO: LELL) egy repülőtér Barcelona közelében. Ez a város második, kisebbik repülőtere a nemzetközi El Prat Airport után. Éves utasforgalma 6070 fő . Üzemeltetője az AENA.

## Forgalom
Az utasforgalom az elmúlt években az alábbi módon változott:
| Utasok száma | 602  | 2993 | 2686 | 3981 | 4412 | 4540 | 5067 | 3439 | 5189 | 6070 |
|              | 2012 | 2013 | 2014 | 2015 | 2016 | 2018 | 2019 | 2020 | 2021 | 2022 |